# Borovice lesní

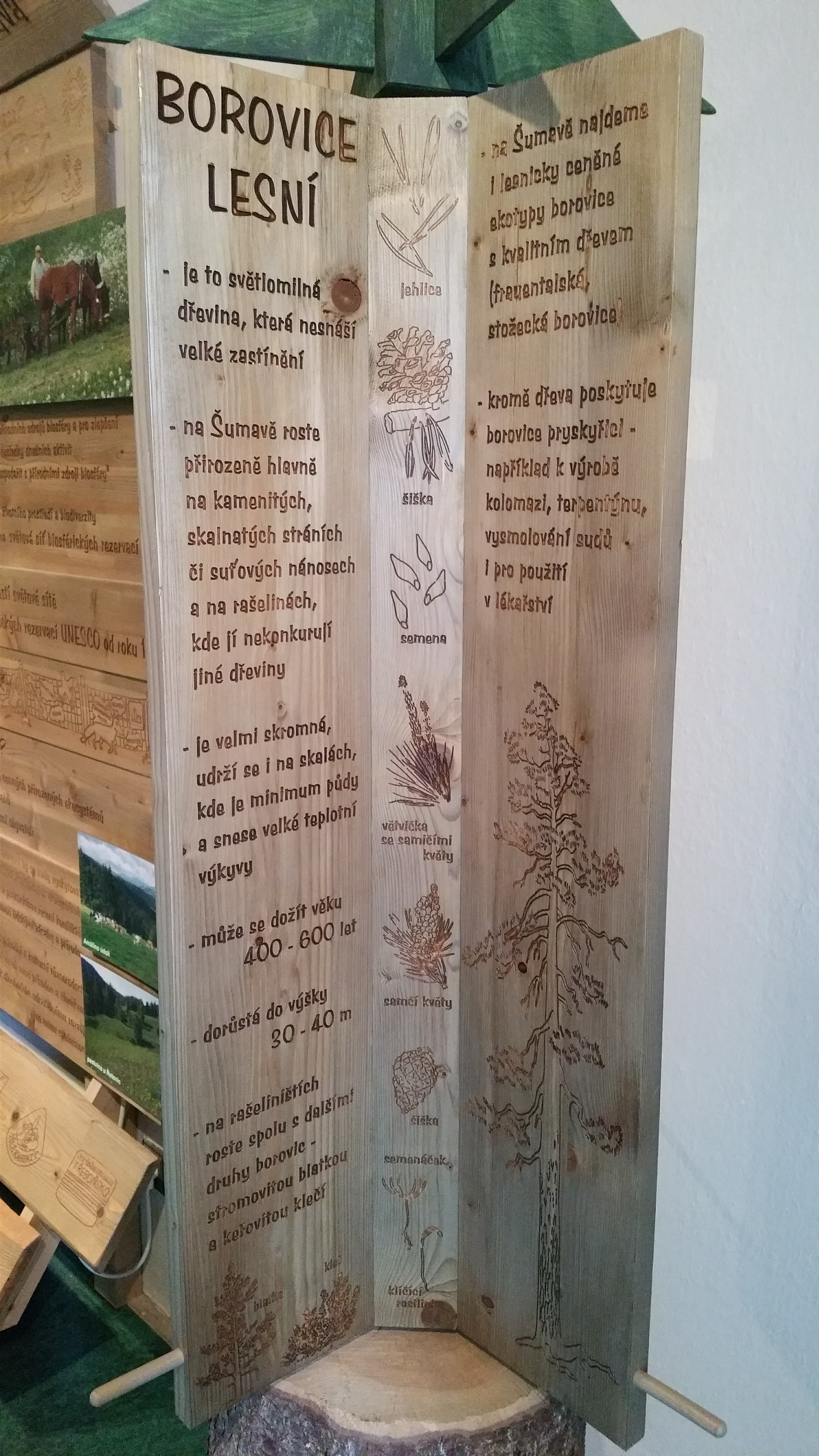
Informační tabule o borovici lesní v expozici šumavské přírody v Muzeu Vimperska

Borovice lesní (Pinus sylvestris), též sosna, je jehličnatý strom z čeledi borovicovitých a významná hospodářská dřevina. Vyskytuje se na rozsáhlém areálu v Evropě a severní Asii, v ČR je původním druhem. Často je pěstována v lesích.

## Systematika
V rámci rozsáhlého rodu borovice patří do podrodu Pinus a v něm mezi eurasijské dvoujehličné borovice sekce Pinus.

### Synonyma
- Pinus rubra P. Miller, 1768 
  - Pinus sylvestris Linné, 1753 var. rubra (Miller, 1768) Cariot & St-Lager, 1889
- Pinus sylvestris Linné, 1753 var. hamata Steven, 1838
  - Pinus hamata (Steven, 1838) D. Sosnowsky, 1925, non Roezl, 1857
  - Pinus hamata (Steven, 1838) Fomin, 1928, non Roezl, 1857
- Pinus kochiana Klotzsch ex C. Koch, 1849 
  - Pinus sylvestris Linné, 1753 subsp. kochiana (Klotzsch ex C. Koch, 1849) Eliçin 1970 (1971)
- Pinus scotica von Willdenow ex Endlicher 
  - Pinus sylvestris Linné, 1753 subsp. scotica (P. K. Schott) E. Warburg in Clapham, Tutin & E. Warburg, 1952
- Pinus sylvestris Linné, 1753 var. fastigiata Carrière, 1855 
  - Pinus sylvestris Linné, 1753 f. fastigiata (Carrière, 1855) Beissner
- Pinus sylvestris Linné, 1753 var. fruticosa Borbás
- Pinus sylvestris Linné, 1753 var. patula Rouy 1913
- Pinus fominii Kondratjuk, 1950

- Pinus borealis Salisbury, 1796  (nom. illeg.)

### Systematické dělení
Vzhledem k velikosti areálu tohoto druhu a s tím související variabilitou je možné jej rozčlenit členěn do různých vzájemně se vikarizujících poddruhů nebo variet. Podle posledních prací se dělí na 4 variety:
- Pinus sylvestris var. sylvestris
- Pinus sylvestris var. lapponica Hartm., 1849
- Pinus sylvestris var. mongolica Litv., 1905
- Pinus sylvestris var. hamata Steven, 1838

## Vzhled a vzrůst
Borovice lesní je co do vzhledu velice proměnlivým a variabilním taxonem. V dobrých podmínkách může dorůst výšky až 40 metrů; na extrémních stanovištích naopak vytváří nízké jedince s pokrouceným kmenem a větvemi, někdy až keřovitého charakteru. Rozeznává se mnoho různých ekotypů a klimatypů co do velikosti, tvaru koruny a zavětvení.
Kůra dolní části kmene tvoří šedohnědou, deskovitě rozpukanou borku, v horní části a u větví má barvu rezavou a odlupuje se v papírovitých šupinách, konce větví jsou pokryty kůrou zelenou. Kořenový systém je založen na existenci mohutného, do značné hloubky jdoucího hlavního kořene; boční kořeny se naopak bohatě větví do šířky, proto je dobře ukotvena v půdě a je považována za zpevňující dřevinu. Ve vichřici se zpravidla nevyvrací, ale láme. Využívá vztahy mykorhizy s více než 120 druhy hub.
Jehlice jsou dlouhé 4–8 cm a vyrůstají ve svazečcích po dvou z krátkých brachyblastů. Co do tvaru jsou rovné nebo podélně zkroucené, tuhé, na vrcholu špičaté. Na větvičce vytrvávají dva až tři roky.
Ploidie druhu je 2n = 24.

## Rozmnožování
Borovice je jednodomá dřevina, i když na různých jedincích mohou převládat šištice pouze jednoho pohlaví. Kvete v dubnu až červnu, poprvé obvykle kolem 15. roku života (někdy i dříve, v zápoji naopak až mezi 30.-40. rokem). Samčí šištice jsou sírově žluté a vyrůstají na bázi letorostů, samičí růžově červené a lze je nalézt jednotlivě až po třech na koncích nejvitálnějších osluněných větviček pod vrcholovým pupenem. Pyl se šíří vzduchem (anemogamie). Po opylení upadá pylové zrno do roční dormance a samičí šištice se mění v tzv. konelety, drobné útvary velikosti zhruba lískového oříšku na nazpět ohnuté stopce. Teprve druhý rok pylové zrnko vyklíčí a nastává oplození, po němž začínají konelety dorůstat v 3–10 cm dlouhé, kuželovitě vejcovité šišky. Ty během podzimu dozrávají a začínají se otevírat, k hlavní produkci semen však dochází až v předjaří následujícího roku. Poté, obvykle během léta, prázdné šišky ze stromů opadávají.
Semena borovice lesní jsou hnědá až černá, s kleštičkovitě objímavým křídlem. Semenáčky mají první jehlice posazené jednotlivě, záhy se ale objevují ve svazečcích po dvou. V mládí roste borovice zpravidla velmi rychle. Dožívá se stáří 300 až 350 (mimořádně i více) let.

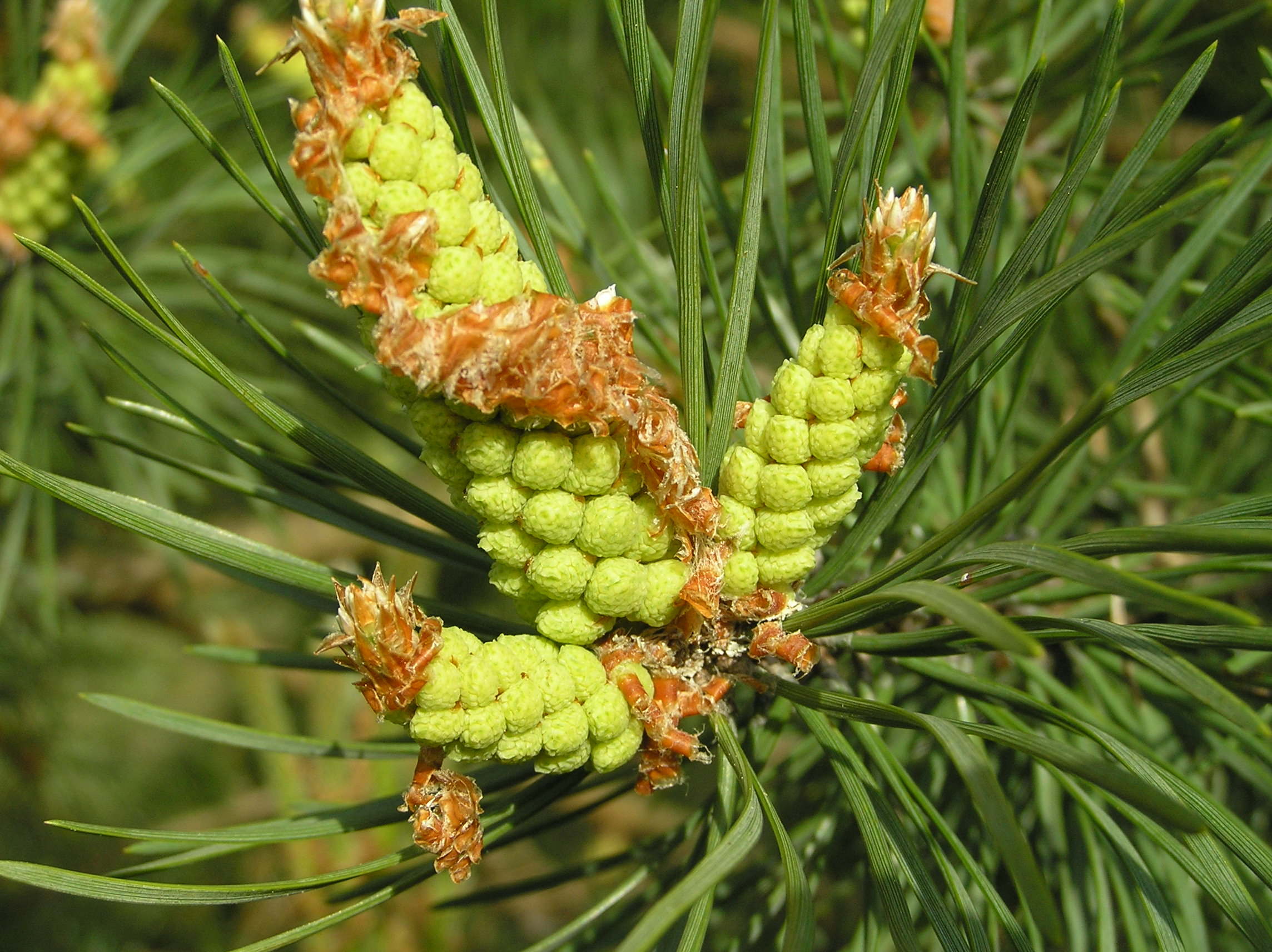
Dozrávající samčí šištice
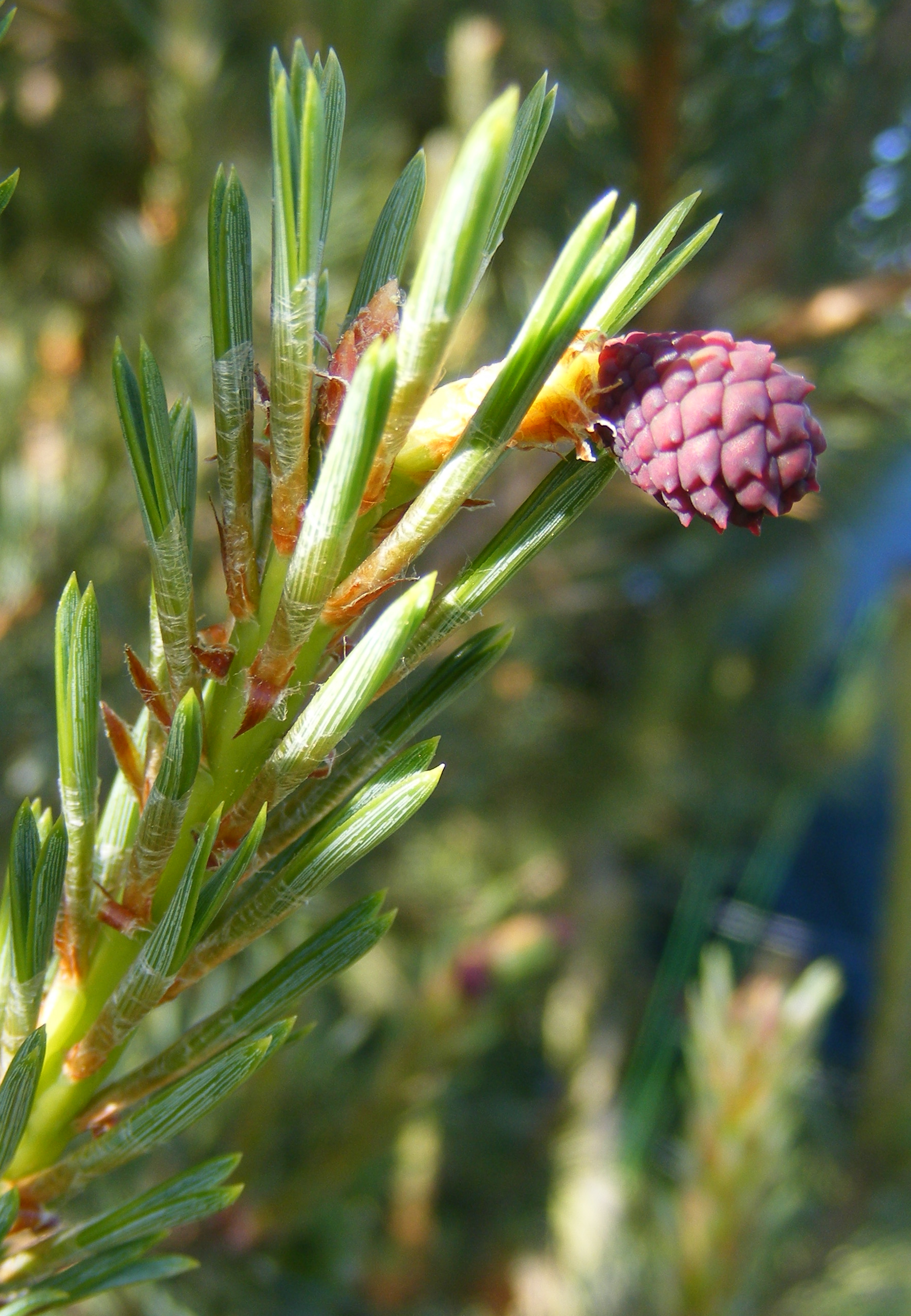
Samičí šištice v prvním roce
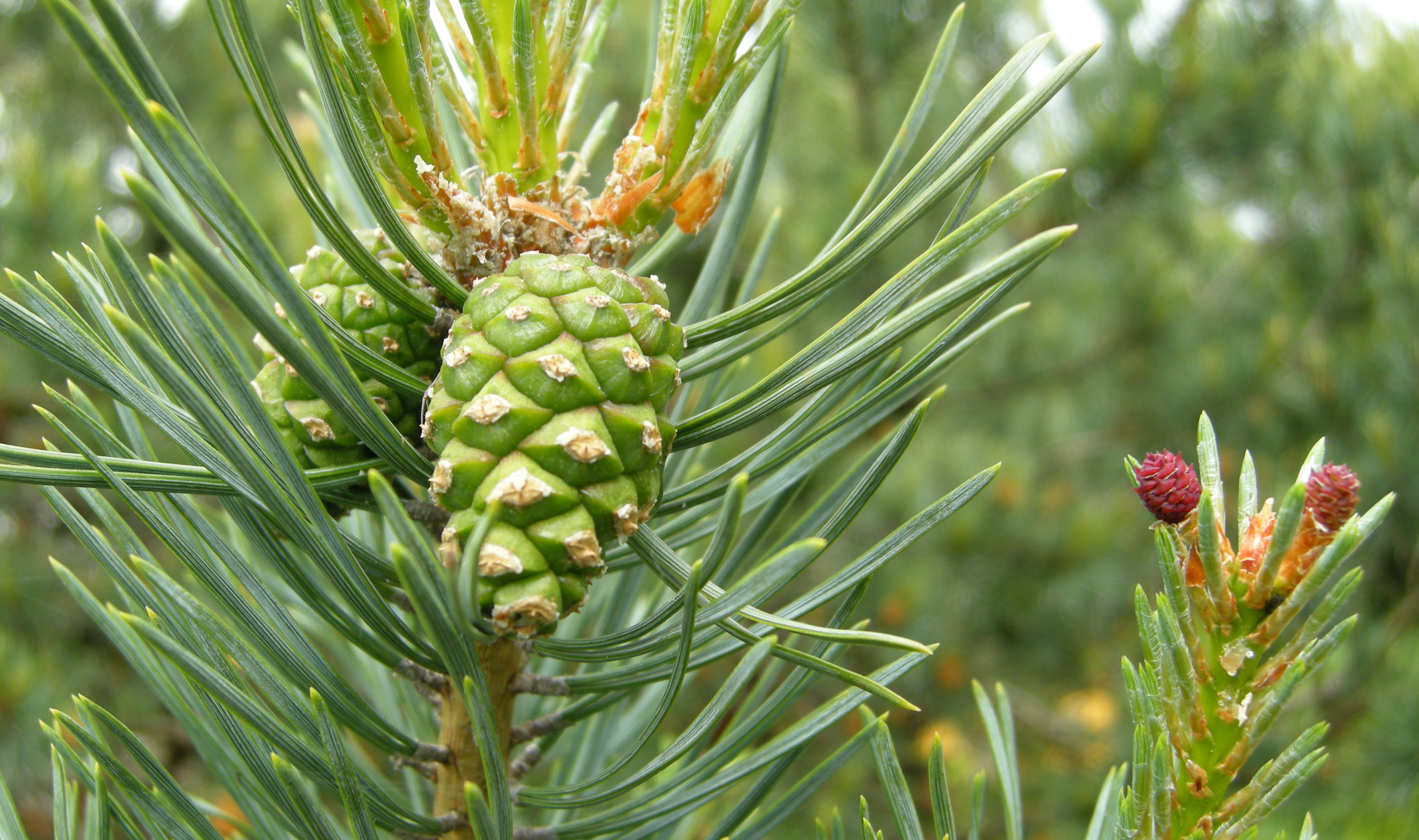
Samičí šištice ve druhém roce
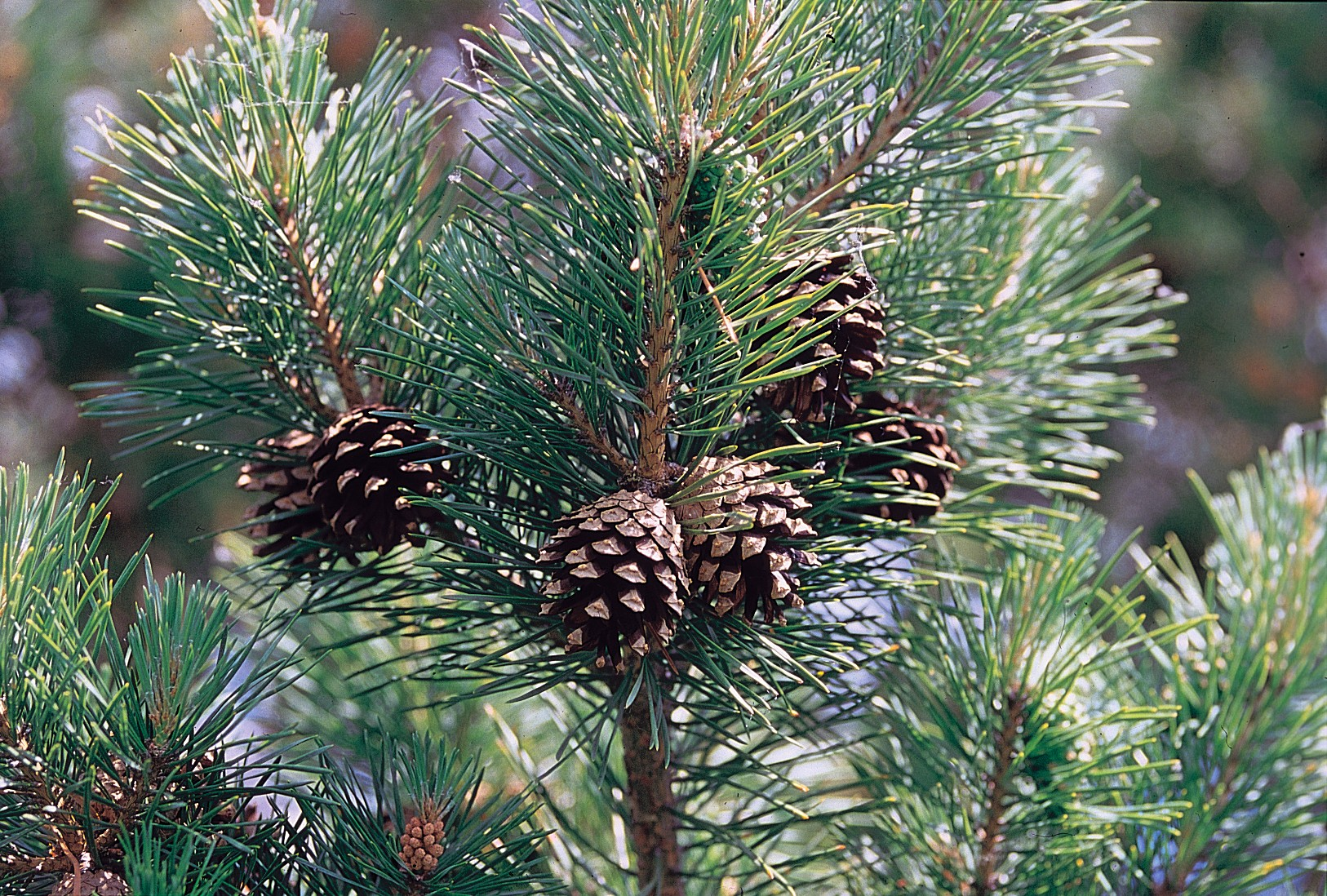
Větévka se šiškami
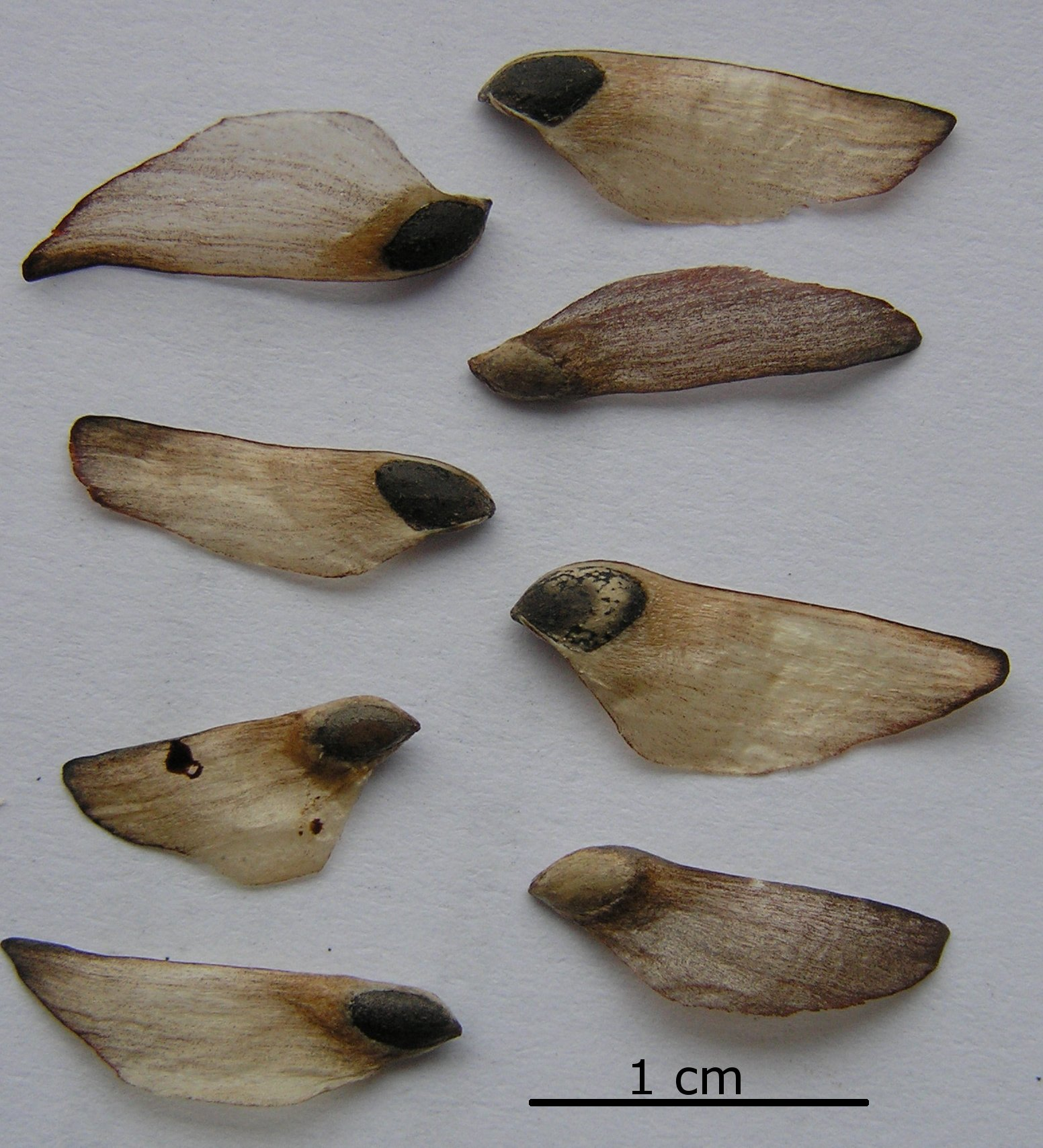
Semena
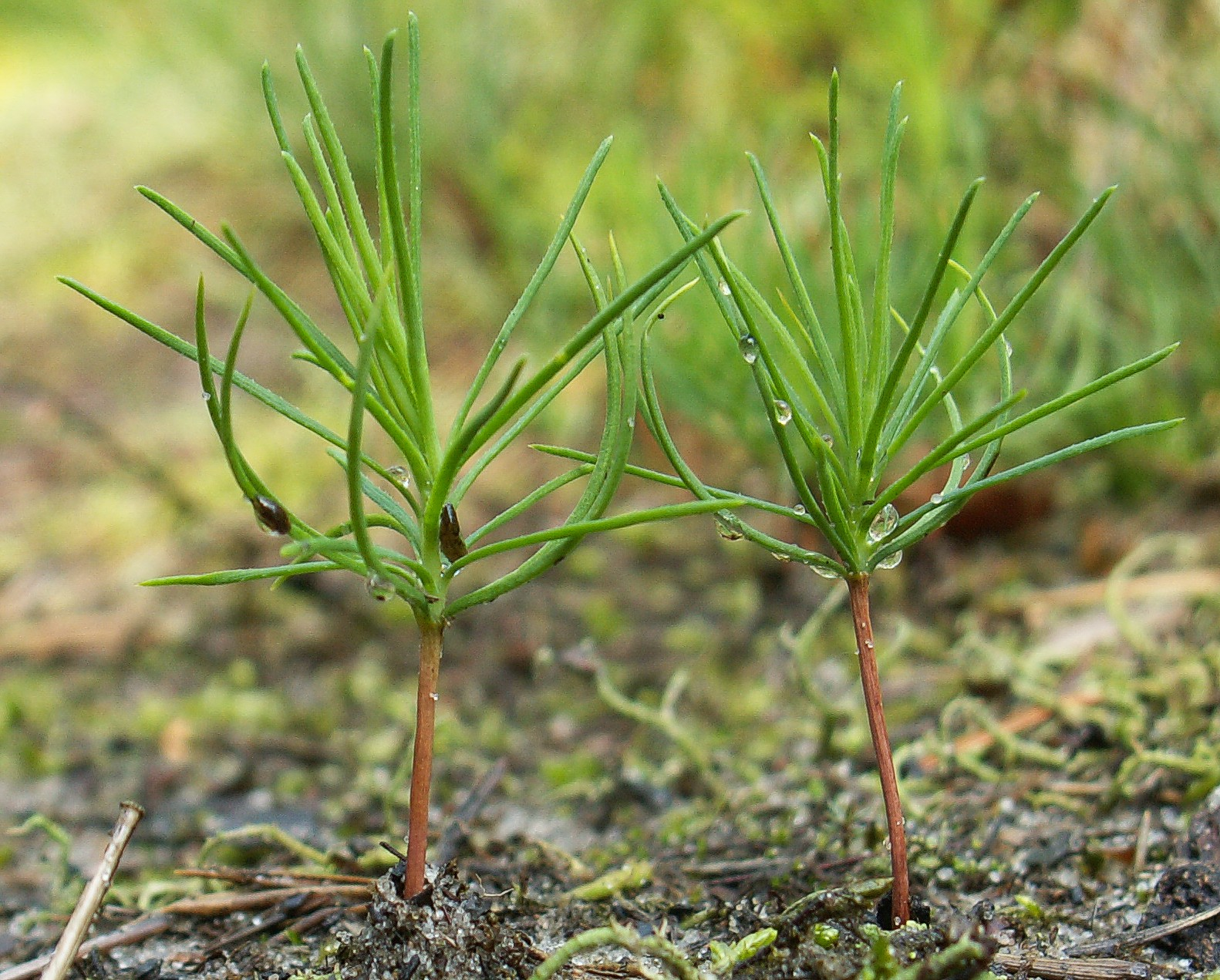
Semenáčky

## Rozšíření

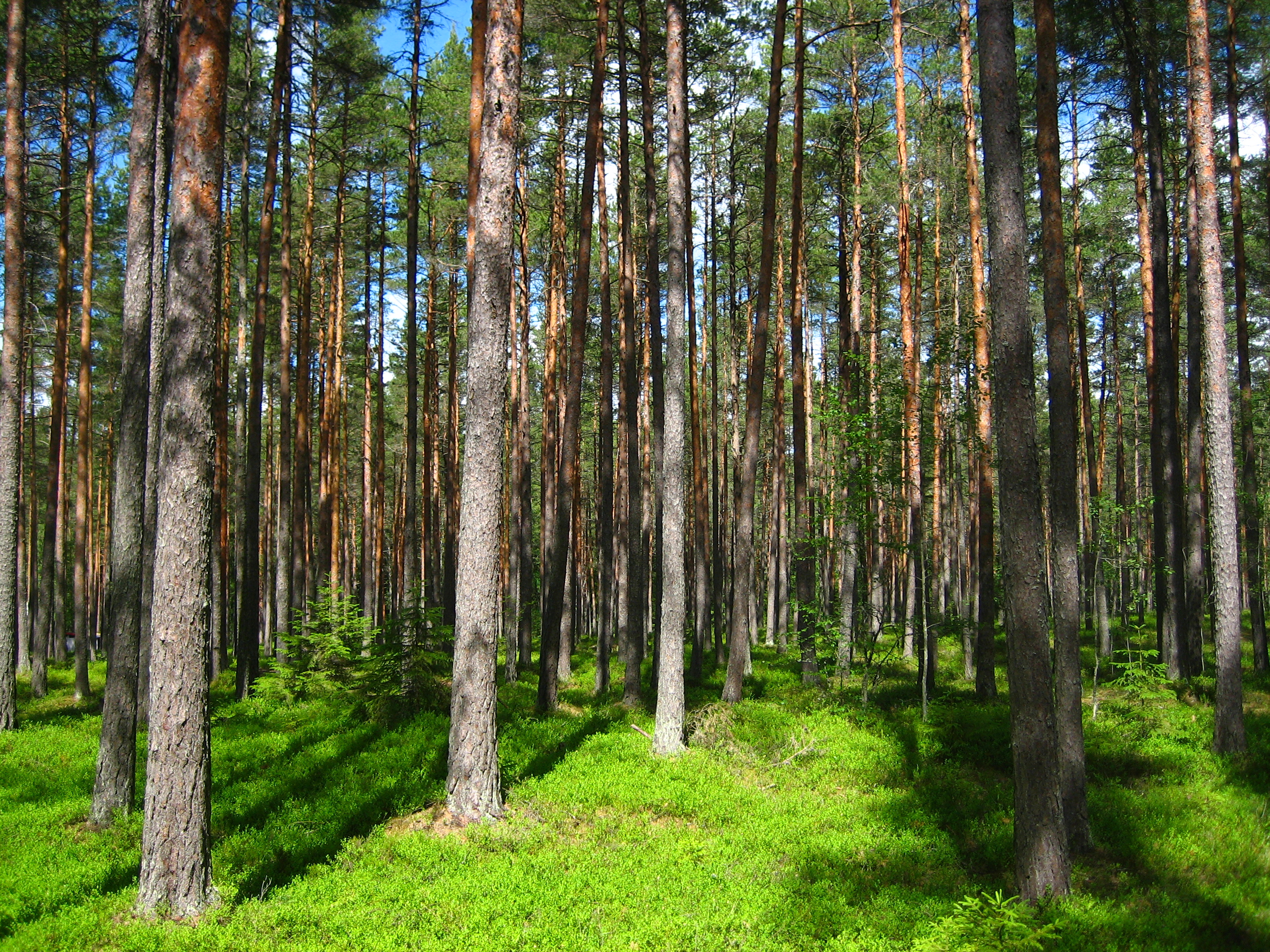
Borový les ve Finsku

Areál borovice lesní je největší mezi borovicemi. Zahrnuje především mírný a chladnější pás celé Eurasie; celkově sahá od Pyrenejského poloostrova (nejjižnější výskyt v pohoří Sierra Nevada) přes střední Evropu, Balkán, Skandinávii, sever Malé Asie, Kavkaz a evropskou část Ruska na Sibiř a dále až k ruskému pobřeží Ochotského moře. Těžiště jejího areálu je v oblasti Sibiře. V Evropě ji výjimečně nacházíme i ve Středomoří, ale např. se přirozeně nevyskytuje na stepích jižní Ukrajiny a v jižním Rusku nebo v oceanických nížinách Britských ostrovů a Dánska. Nejsevernější výskyt v Evropě je hlášen z Laponska. V Severní Americe je pěstována pouze lesnicky.
V České republice se hojně vyskytuje především v mezofytiku po celém území. V lesích je zde zastoupena přibližně 17,5 %, což je zhruba třikrát více, než by činilo zastoupení přirozené, omezené prakticky na ostrůvky reliktních borů (viz níže). V některých lokalitách je vytlačována nepůvodními druhy borovic: v NP Podyjí borovicí černou (poznáme ji podle delších jehlic), v NP České Švýcarsko borovicí vejmutovkou (jehlice ve svazečku po pěti).

## Ekologie

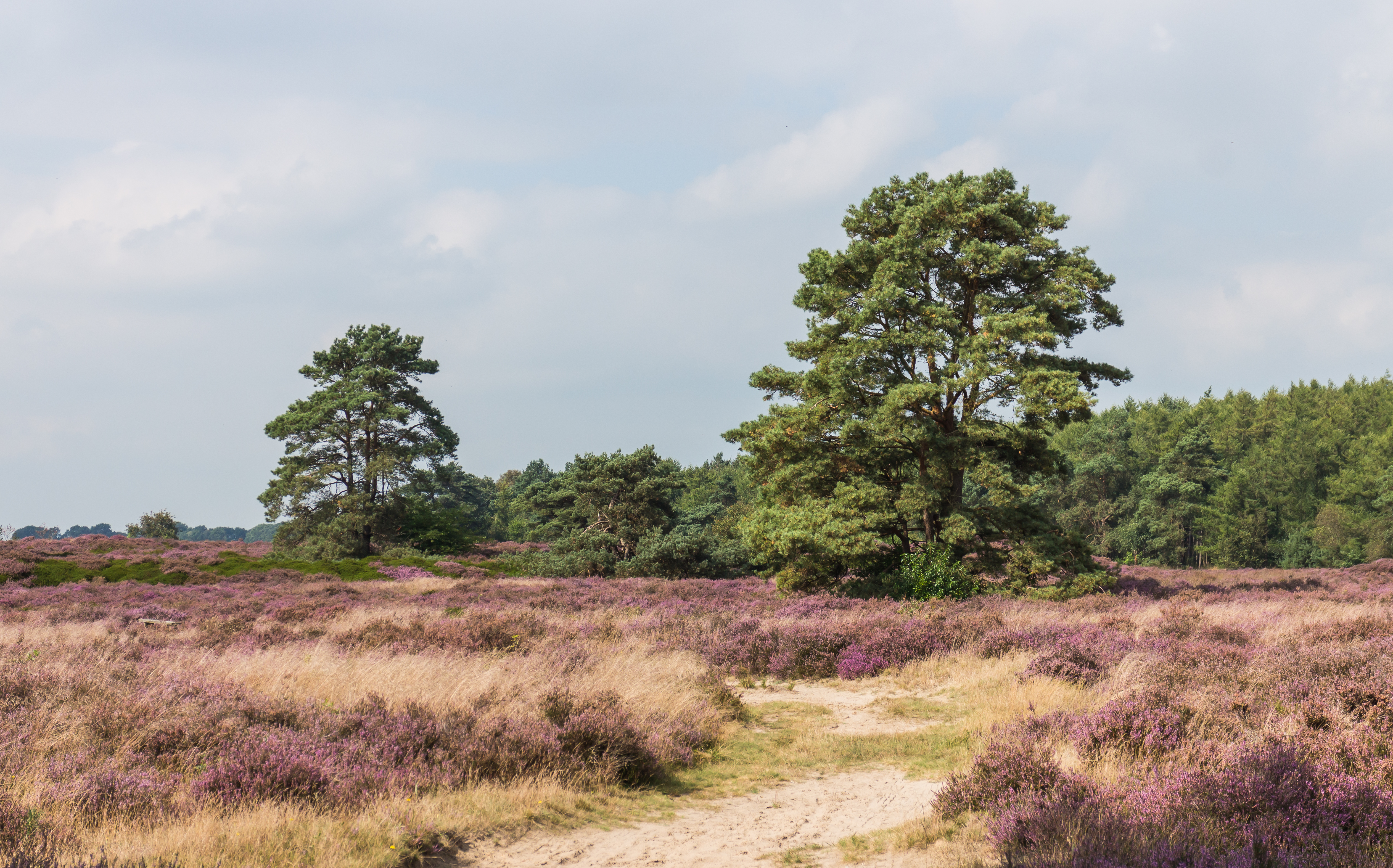
Borovice lesní na severoevropském vřesovišti

Jde o výrazně světlomilný strom, který velmi těžko toleruje zastínění. Z hlediska půdních nároků i klimatických podmínek se přizpůsobí velmi široké škále podmínek. Dobře snáší mrazy, ale i sucho a chudou půdu extrémnějších stanovišť, kde dokáže nebo nemusí hájit své postavení proti konkurenčním dřevinám; takováto stanoviště, kde borovice vytrvala od svého rozšíření v postglaciální době, se nazývají reliktní bory. V rámci střední Evropy se vyskytují např. na skalních výspách, balvanitých svazích a sutích, na píscích, pískovcových skalách a skalních městech, na příkrých srázech hlubokých říčních údolí a nebo na hadcových podkladech. Roste též místy na rašelině, kde ale vytváří pouze zakrslé, keřovité formy. Na úživnějších, bohatších stanovištích je borovice zpravidla pouze pěstována. Jde tedy o druh, jehož ekologické optimum je značně vzdáleno od optima fyziologického. Patří mezi pionýrské dřeviny.
Z hlediska ekologie můžeme rozlišit několik variant, např.:
- chlumní – pionýrská: roste v monokulturách, zmlazuje se na minerální půdě na pasekách a na otevřených plochách. V mládí rychle odrůstá, brzy plodí, nesnáší konkurenci jiných druhů.

- náhorní – klimaxová: roste ve směsích (se smrkem, jedlí a bukem) ve vyšších polohách (700 - 1100 m), ale sestupuje i do nižších poloh. Zmlazuje se pod porostem a špatně snáší otevřená stanoviště (paseky). Do výšky předrůstá své konkurenty (smrk), dorůstá až do 40 m a má vysokou produkci dřeva.[zdroj?]

## Využití
Borovice lesní patří mezi nejvýznamnější hospodářské dřeviny. Poskytuje vynikající pružné, lehké a měkké pryskyřičnaté dřevo s výraznou kresbou letokruhů. Používá se na výdřevu v dolech nebo na výrobu pražců. Truhlářské využití je slabší vzhledem k jeho značné smolnatosti a špatné vyhladitelnosti. Je jedním z nejvhodnějších dřev na stavbu lodí. Vynikající je i jako palivo, neboť má velkou výhřevnost a dobře hoří.
Pryskyřice je zdrojem terpenických látek, z nichž se vyrábí mj. kalafuna, zřídka též přísady do léčivých mastí. Éterické oleje z dřeva a jehličí se pro své antiseptické a uklidňující účinky využívají v aromaterapii a inhalačních směsích.
Je často vysazována v rekultivacích pro zpevnění sutí a písčitých půd i sadovnicky jako okrasný strom. Mladé borovičky jsou oblíbenými vánočními stromky.

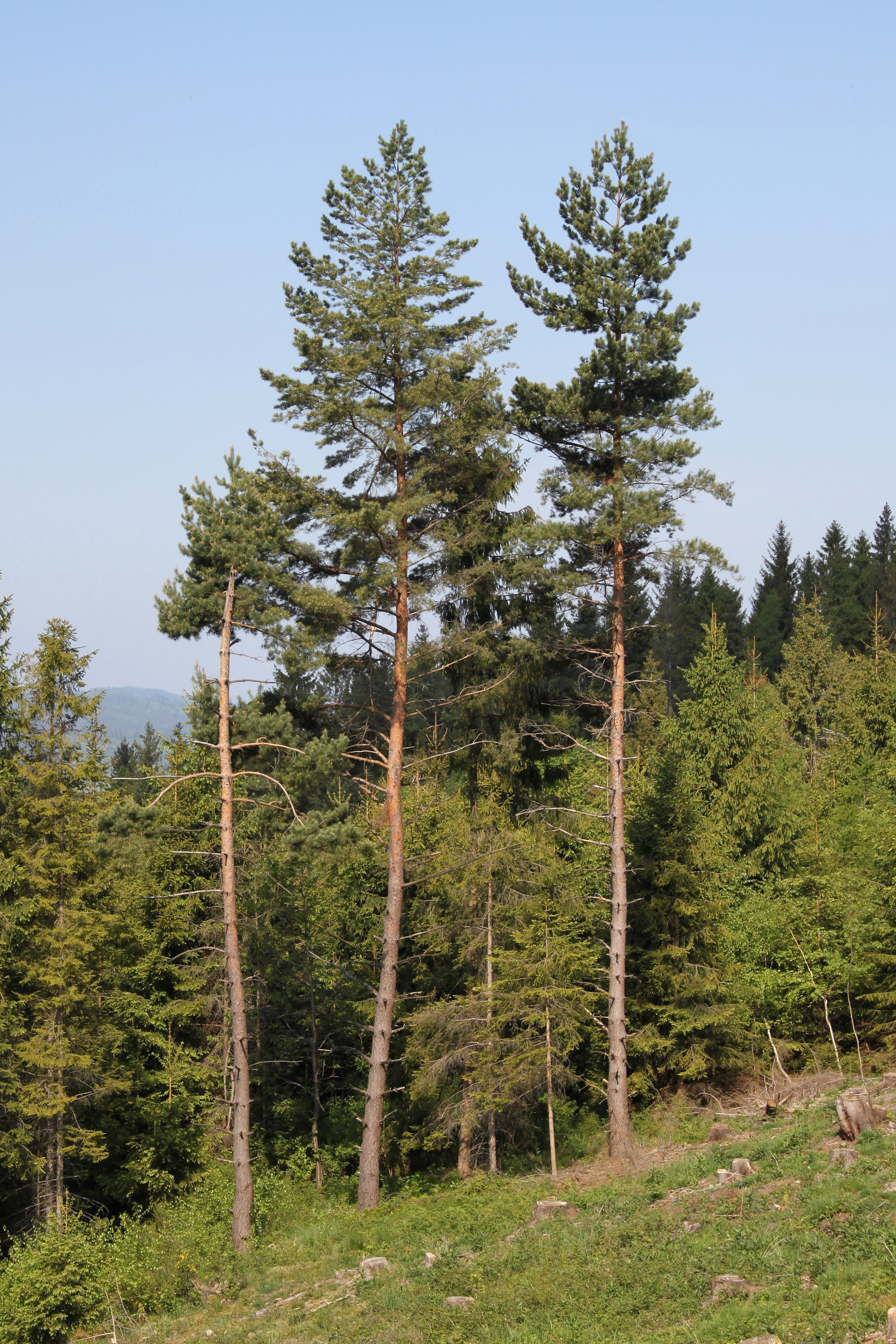
Borovice lesní v Polsku

## Památné borovice lesní
- Borovice na Makové
- Borovice u Nechanic
- Borovice u Pecky
- Borovice u Staré Paky
- Borovice v Kamenném Újezdě
- Libáňská borovice
- Tajanovská borovice
- Sosnovské borovice na Sosně
- Borovice u Hartenberku
- Borovice u Svatavy